# Purpuricenus nigronotatus
Purpuricenus nigronotatus là một loài bọ cánh cứng trong họ Cerambycidae.